# پارادوکس ایسترلین
تناقض ایسترلین (به انگلیسی: Easterlin paradox) یا پارادوکس ایسترلین یافته‌ای در اقتصاد خوشبختی است که در سال ۱۹۷۴ توسط ریچارد ایسترلین، استاد وقت اقتصاد در دانشگاه پنسیلوانیا و اولین اقتصاددانی که داده‌های شادی را مطالعه کرد، تشریح شد. این پارادوکس بیان می‌کند که چه در بین کشورها و چه در داخل یک کشور، در یک نقطه زمانی، شادی مستقیماً با میزان درآمد ارتباط دارد، اما با گذشت زمان و با ادامه رشد درآمد، میزان شادی روند افزایشی ندارد. در حالی که افرادی که درآمد بالاتری دارند معمولاً نسبت به همتایان کم درآمد خود شادتر هستند ولی با گذشت زمان، درآمدهای بالاتر شادی بیشتری ایجاد نمی‌کند.

## توضیح پارادوکس
یک توضیح این است که احساس خوشبختی یک نفر به مقایسه بین درآمد او و تصورات وی از سطح متوسط زندگی سایر شهروندان بستگی دارد. اگر درآمد همه شهروندان افزایش یابد، افزایش درآمد فرد مدت کوتاهی به شادی او کمک می‌کند، چراکه متوجه نمی‌شود استاندارد زندگی او بالاتر رفته است. مدتی بعد، فرد متوجه می‌شود که میانگین استاندارد زندگی همگانی نیز بالا رفته است، بنابراین شادی حاصل از افزایش درآمد از بین می‌رود؛ بنابراین ریشه این تناقض بین یافته‌های نقطه‌ای و سیر زمانی است. در حالی که در یک نقطه ثابت بین احساس خوشبختی و میزان درآمد همبستگی وجود دارد، هیچ روندی در نقطه‌های متعدد وجود ندارد. در کوتاه مدت همگان افزایش درآمد را با شادی مرتبط می‌دانند و تلاش می‌کنند درآمد خود را افزایش دهند. با این حال، در دراز مدت، ثابت می‌شود که این یک توهم است، زیرا تلاش همگان برای افزایش استانداردهای زندگی منجر به افزایش میانگین می‌شود و همگان را از نظر درآمد نسبی در یک جایگاه قرار می‌دهد.

## نقدها
نظریه‌های متفاوتی برای توضیح این پارادوکس ارائه شده است، اما باید توجه داشت که خود این پارادوکس صرفاً یک تعمیم تجربی است. وجود واقعی این پارادوکس به شدت توسط سایر محققان مورد مناقشه قرار گرفته است.
ریچارد ایسترلین شواهد و شرح این پارادوکس را در طی این سال‌ها به‌روزرسانی کرده است که آخرین اظهار نظر از او مربوط به سال ۲۰۲۲ است.